# Blotter (Trading)
Als Blotter (englisch für „Löschpapier“) wird im Handel mit Wertpapieren und Commodities eine temporäre Aufstellung der offenen Positionen bezeichnet. Der Begriff stammt aus der Zeit vor der Einführung des computerbasierten Tradings, als Händler die offenen Geschäfte auf ihrer Schreibunterlage notierten. Von dort wurden die Geschäfte am Ende des Handelstages in eine permanentere Form der Aufbewahrung überführt. In computerbasierten Handel hat sich diese Funktion erhalten, indem Trader tagsüber ihre Geschäfte in Spreadsheet-artiger Form in den Blotter eingeben, von wo sie während des Durchlaufen der Post-Execution-Prozesse in das Trading and Risk Management überführt werden.